# Lanfranco Carnacina
Lanfranco Carnacina (Roma, 17 gennaio 1960) è un cantautore italiano.

## Biografia
Nipote del gastronomo Luigi Carnacina e fratello germano dell'attrice Stella Carnacina, si è appassionato alla musica sin da giovanissimo. Per un periodo è stato l'autista di Pino Daniele. 
Nel 1984 è approdato al festival di Saint Vincent del 1984 con la canzone Con te (che verrà poi scelta come sigla italiana della telenovela argentina Mama Linda). Ha composto la sigla per una rubrica del TG2 e ha ottenuto un contratto con la Polydor. Ha partecipato quindi a Sanremo nel 1985 con il brano A goccia a goccia (che venderà 38.000 copie) e poi nell'edizione successiva con ... e camminiamo (entrambi nella categoria "Nuove proposte"). Dopo aver perso il contratto precedentemente firmato, ha continuato a lavorare nel mondo della musica, dietro le quinte.
Entrato nella Nazionale italiana cantanti nel 1985, vi disputerà circa 40 partite in quattro anni. 
Ha partecipato al Cantagiro del 1992 con il brano Con il cuore in gola. In seguito è diventato manager e coordinatore di vari artisti musicali, arrivando nel 2000 a essere road manager di Pino Daniele e uno dei massimi responsabili dei tour di Patty Pravo.
Carnacina è anche stato finalista alla seconda stagione di The Voice Senior nella stagione televisiva 2021-2022.

## Discografia

### Singoli
- 1984 - Con te/Tutto questo accade per amore (45 giri)
- 1985 - A goccia a goccia/Giovanna (45 giri)
- 1986 - ... e camminiamo/Anni (45 giri)
- 1992 - Con il cuore in gola/Siamo di più (45 giri)
- 1996 - Ti mancherò mi mancherai
- 2013 - Fra vene e sbarre
- 2023 - Dormi
- 2024 - Una su un milione